# Steel Angel Kurumi
Steel Angel Kurumi (鋼鉄天使くるみ Kōtetsu Tenshi Kurumi?) es una serie de manga adaptada para la televisión en un anime homónimo dirigido por Naohito Takahashi, desarrollado por Oriental Light and Magic, y publicado por Pony Canyon. La serie dio el paso a los Estados Unidos de la mano de ADV con su correspondiente traducción al inglés, y en español por Animax Latinoamérica desde el 4 de abril de 2006 hasta marzo de 2007. La saga de Steel Angel consiste en la colección Steel Angel Kurumi con 24 episodios, cuatro episodios OVA titulados Steel Angel Kurumi Encore, 12 episodios titulados Steel Angel Kurumi Shiki, 3 episodios OVA titulados Steel Angel Kurumi Zero.

## Estilo
El anime es una mezcla de acción y comedia romántica, aunque es frecuentemente clasificada como ecchi debido al componente fanservice y a la muestra de ropa íntima y senos. El estilo de la animación alterna entre anime típico, imágenes fijas que le añaden dramatismo y el empleo de la modalidad chibi. El humor de la serie incluye slapstick, doble sentido y malentendidos. Se intercalan los combates y episodios románticos acerca de trivialidades. Cada episodio empieza con un aviso, único al principio de cada episodio, en el que uno o varios personajes aconseja a los espectadores a no sentarse demasiado cerca de la televisión y ver la serie en un lugar bien iluminado.
Por el desarrollo de la trama, los gags y las relaciones entre personajes, la saga de Steel Angel podría considerarse dentro del género harem, donde un grupo de mujeres hermosas conviven con un sujeto afortunado (con frecuencia, masculino) y compiten por su atención. Desde luego, esta categoría tendría que reactualizarse para esta serie ante la fuerte presencia de contenido lésbico. Del mismo modo, no puede reducirse al género de androides porque la preocupación primordial de las Steel Angels parece ser más egoísta (el bienestar de su señor) que altruista (el bienestar del mundo),
Buena parte de la trama se centra en la relación entre las heroínas y su dueño.

## Argumento
Steel Angel es un androide que posee un corazón de Angel creado por una magia muy poderosa. Es como una combinación de ciencia y magia. Kurumi es la primera Steel Angel, y es despertada cuando Nakahito, un joven aprendiz de místico, la besa. Kurumi siente mucho afecto por él y lo comienza a llamar "Mi señor". Nunca sigue órdenes que no sean de Nakahito. Entonces, la segunda Steel Angel, Saki, la tercera, Karinka y demás personajes se unen a la historia. La historia transcurre en la era Taisho (alrededor de 1920). 

## Personajes principales
- Kagura Nakahito (神楽　中人) (seiyū: Houko Kuwashima ):

Es el hermano menor de un gran místico, tiene 14 años y quiere convertirse en un gran místico como su hermano, luego de ser forzado a entrar en un laboratorio perteneciente al Dr. Ayanokouji, se encuentra con Kurumi, y tras verla de cerca ocurre un temblor y sus labios tocan los de Kurumi, causando que se active (la besa accidentalmente). Es muy nervioso e inseguro, se siente deprimido constantemente por no poder ser un gran místico, se avergüenza siempre que Kurumi está demasiado cerca de él, pero su relación con ella mejora con el tiempo.
- Kurumi (くるみ) (seiyū: Atsuko Enomoto ):

Es la primera Steel Angel creada por el Dr. Ayanokouji, fue la primera Steel Angel en ser equipada con el corazón de ángel Kai (o también conocido como Mark II, en algunas traducciones). Luego de ser despertada por el beso accidental de Nakahito, se enamora de él, creyendo que fue "el poder del amor (de Nakahito)" el que la despertó y le dice que obedecerá todas sus órdenes. El corazón de ángel Kai le permite sobrepasar sus límites tecnológicos para pelear contra los que le hagan daño a Nakahito (a quién llama "Mi señor") o a sus amigos. Sin embargo, también posee una especie de "lado oscuro", el cual se incrementa cada vez que Kurumi es forzada a pelear. Por esta razón, está siendo buscada por científicos de una organización desconocida. En la mayoría de los casos, Kurumi es amigable y animada, pero un poco torpe y celosa cuando alguien que no es ella toca a Nakahito, sin embargo, no tiene dificultades para expresar sus sentimientos por Nakahito en ningún momento.
La organización la persigue porque su motor Angel Heart es único y este se podría usar para crear otras ángeles de forma masiva, como un ejército de supersoldados.
- Saki (サキ) (seiyū: Rie Tanaka):

Es la segunda Steel Angel creada después de Kurumi, resultando ser su hermana, también creada por el Dr. Ayanokouji. La primera vez fue activada temporalmente por la Dra. Amagi mediante choques eléctricos con la ayuda del Dr. Brandon. Sólo posee un corazón de ángel, y fue enviada para destruir a Kurumi de forma que la armada japonesa pudiera recapturar a Ayanokouji. Luego, su "activación forzada" falla y Kurumi la activa de nuevo, a partir de entonces, Saki se enamora de ella y siempre intenta impresionar a Kurumi y hacer que se enamore de ella. Al contrario de Kurumi, Saki es muy reservada y muy frustrada por no lograr que su hermana se enamore de ella, frecuentemente siente celos de Nakahito, pero en general siempre desea ayudar a los demás.
- Karinka (カリンカ) (seiyū: Masayo Kurata):

La tercera Steel Angel creada a partir de los planos del Dr. Ayanokouji, inicialmente fue enviada para destruir a Kurumi después del incidente con Saki, para eso le implantaron dos corazones de ángel normales para destruirla, pero es derrotada por la forma oscura de Kurumi, salvo que se une al equipo de Kurumi y Nakahito después (ya que termina enamorándose de él), siempre se encuentra peleando con Kurumi por Nakahito. Es un poco envidiosa y ruin incluso con los que realmente le importan, aunque está dispuesta a ayudar a sus amigos en un asunto grave.
- Dr. Ayanokouji (綾小路墓船) (seiyū: Hirotaka Suzuoki):

Es el científico creador de Kurumi, Saki, Karinka y el corazón de ángel Mark II, desertó del ejército japonés y de la academia al descubrir que planeaban usar a las Steel Angel como armas de destrucción, por esa razón es perseguido por ambas organizaciones. Tiene un fuerte sentido de la justicia y es muy inteligente, pero a veces es muy terco e idealista que no logra entender que pasa algo malo con una de sus creaciones.
- Amagi Reiko (甘木 玲子) (seiyū: Ai Orikasa):

Es una científica del ejército japonés que trabajó con el Dr. Ayanokouji en el proyecto Steel Angel, ella, junto al Dr. Brandon, despiertan de manera forzada a Saki para destruir a Kurumi. Sin embargo, después del fracaso de Saki y el secuestro del Dr. Ayanokouji por parte de la academia, renuncia al ejército para buscar al Dr. Ayanokouji sin la molestia del gobierno japonés. A partir de ese momento, ella viaja con Nakahito, Kurumi y Saki hasta llegar al laboratorio secreto del Dr. Ayanokouji, localizado en Izumo. Es muy seria y cuida de sus compañeros como una madre, creyendo que son muy jóvenes para cuidarse solos. Parece sentir algo por el Dr. Ayanokouji, pero a él no parece importarle mucho.

## Personajes (Segunda serie)
Sucede cien años después de la primera.
- Nako Kagura (神楽奈子):

Es la bisnieta de Kagura Nakahito. Es quien reactiva a Kurumi en el mundo moderno al encontrarla por casualidad en el sótano de su casa. Es violinista.
- Uruka Sumeragi:

Es la vecina de Nako y estaba presente en el momento de la reactivación de Kurumi. Ella aparentemente es lesbiana porque desde entonces ve a Kurumi como un estorbo que la aleja de "su" Nako. Después activa a Saki con el fin de destruir a Kurumi. Su padre es un científico que estudia los Angel Heart ya no con fines bélicos, sino como mejorar la humanidad.

## Doblaje
Fue el primer anime basado en una obra de Kaishaku en recibir doblaje al español, el segundo fue Kannazuki no Miko 
| Personaje             | Seiyū                                          | Actor de doblaje en inglés | Actor de doblaje          |
| --------------------- | ---------------------------------------------- | -------------------------- | ------------------------- |
| Steel Angel Kurumi    | Atsuko Enomoto                                 | Kelli Cousins              | Minerva Hernández         |
| Steel Angel Saki      | Rie Tanaka                                     | Monica Rial                | Anabel Peña               |
| Steel Angel Karinka   | Masayo Kurata                                  | Hilary Haag                | Lilo Schmid               |
| Nakahito Kagura       | Hōko Kuwashima                                 | Kira Vincent-Davis         | Ángel Balam               |
| Dr. Ayanokouji        | Hirotaka Suzuoki                               | Mike MacRae                | Manuel Bastos             |
| Dra. Reiko Amagi      | Ai Orikasa                                     | Shelley Calene-Black       | Yensi Rivero              |
| General               | Tamio Ōki                                      | John Swasey                | Luis Pérez Pons           |
| General               | Tamio Ōki                                      | John Swasey                | Armando Volcanes (ep. 15) |
| Amigos de Nakahito    | Takuma Suzuki Hisayoshi Izaki Taisuke Yamamoto | ¿?                         | Antonio Delli             |
| Amigos de Nakahito    | Takuma Suzuki Hisayoshi Izaki Taisuke Yamamoto | ¿?                         | Jhonny Torres             |
| Amigos de Nakahito    | Takuma Suzuki Hisayoshi Izaki Taisuke Yamamoto | ¿?                         | Jesús Nunes               |
| Kamihito Kagura       | Yasunori Matsumoto                             | David Matranga             | Luis Enrique Poján        |
| Dr. Brandow           | Toshiyuki Morikawa                             | Todd Waite                 | Ledner Belisario          |
| Eiko Kichijoyi        | Tomoko Kawakami                                | Christine Auten            | Jhaidy Barboza            |
| Yoshiko Koganei       | Michiko Neya                                   | Emily Carter-Essex         | Anabella Silva            |
| Steel Angel Kaga      | Chiharu Tezuka                                 | Kaytha Coker               | Maite Bolívar             |
| Steel Angel Tsunami   | Ryoka Yuzuki                                   | Tiffany Grant              | Leisha Medina             |
| Steel Angel Kaori     | Akemi Okamura                                  | Shantel VanSanten          | Lidia Abbout              |
| Dr. Waisky            | Tomomichi Nishimura                            | Andy McAvin                | José Granadillo           |
| Steel Angel Nadeshiko | Kikuko Inoue                                   | Melissa Talboy             | Marycel Gonzalez          |
| Steel Angel Mikhail   | Yumi Tōma                                      | Claudia Black              | Rocío Mallo               |
| Insertos              | N/A                                            | N/A                        | Salvador Pérez            |

## Steel Angel Kurumi Zero
Ubicado siglos después de la segunda serie. Todo sucede dentro del apartamento de Kurumi donde vive con Saki, Karinka y Excelia (una ángel de nueva generación de cabello verde), ella habla conoció un hombre del que se ha enamorado. La historia luego procede desde allí como Kurumi maneja el hecho que este sujeto se aleja de ella  (luego descubre que está muriendo).  Esta serie tiene una historia depresiva, sin elementos de comedia o acción como es evidente en las otras series. La paleta de colores es muy limitada a excepción de los personajes que todavía mantienen su colorido cabello.

## Música
- Opening: "Kiss Kara Hajimaru Miracle" por Steel Angels (Atsuko Enomoto, Rie Tanaka y Masayo Kurata) (Episodios 1-23).
- Endings:

1: "Eien no Kotetsu Tenshi" por Steel Angels (Episodios 1-23).

2: "Suki Suki Suki Su-KISU Shite! " por Steel Angels (Episodio 24).

- Banda sonora:"Steel Angel Kurumi Original Soundtrack" compuesta por Toshihiko Sahashi.
- Ending Segunda temporada:

1: "Sunda Aozora no Mukou ni" por Steel Angels
- Banda sonora:"Steel Angel Kurumi 2 Original Soundtrack" compuesta por Toshihiko Sahashi.